# Farbe-Ton-Forschung

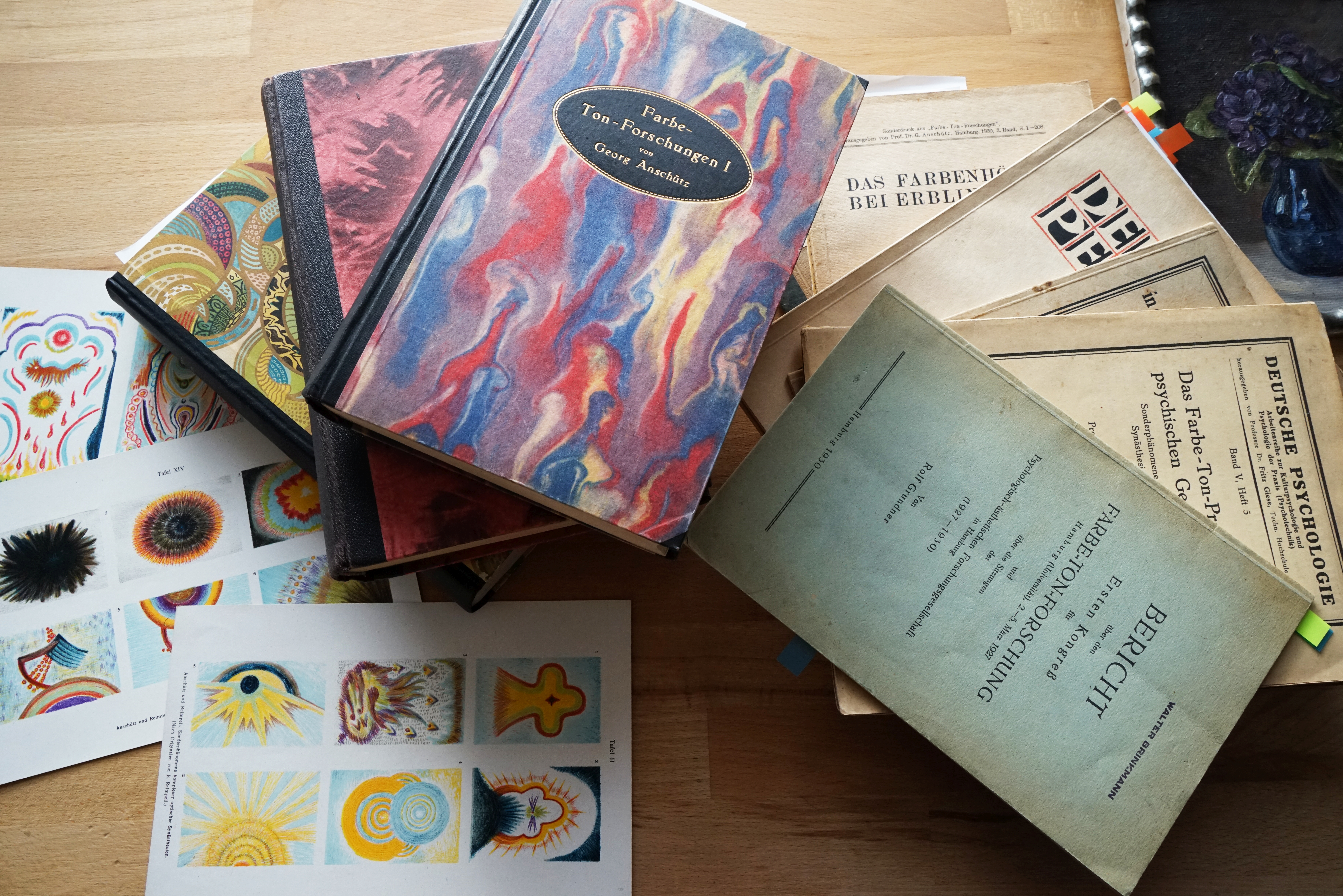
Bücher und andere Veröffentlichungen der Farbe-Ton-Forschung

Die Farbe-Ton-Forschung war eine wissenschaftliche und künstlerische Bewegung, die sich mit allgemein multisensorischen und synästhetischen Wahrnehmungsphänomenen befasste. Sie entwickelte sich in den 1920er Jahren im deutschsprachigen Raum und endete kurz vor Beginn der Zeit des Nationalsozialismus.

## Allgemeines

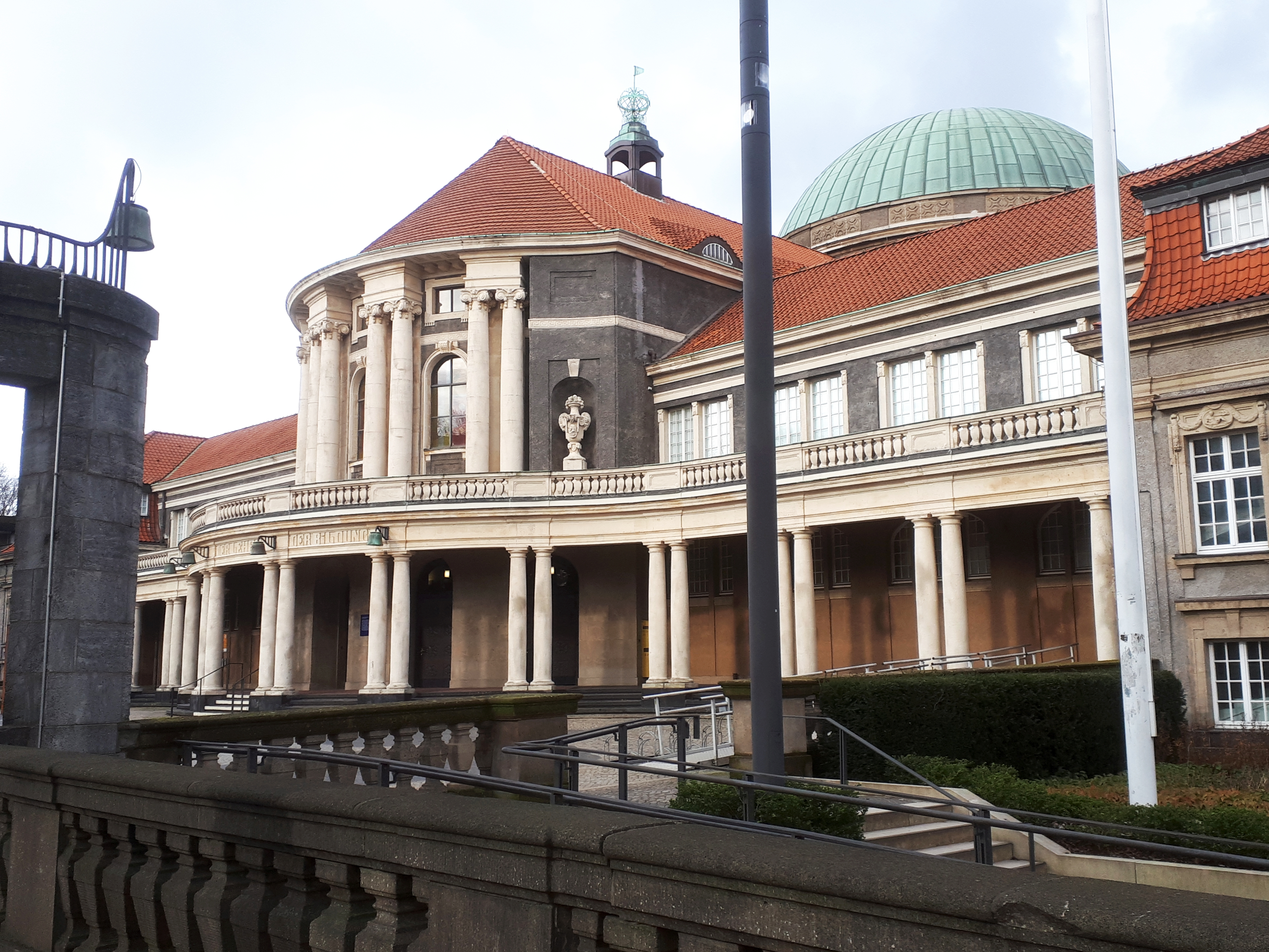
Hauptgebäude der Universität Hamburg, dem Austragungsort der Kongresse für Farbe-Ton-Forschung. Zustand im Jahr 2023

Im Jahr 1925 initiierte der Hamburger Professor der Psychologie Georg Anschütz verschiedene Aktivitäten zur Erforschung der visuellen Aspekte auditiver Wahrnehmung. Die Bemühungen gipfelten in vier interdisziplinären Kongressen zur Farbe-Ton-Forschung in den Jahren 1927, 1930, 1933 und 1936. Es handelt sich weltweit um die ersten Fachkonferenzen, die Synästhesieforschung mit dem Erfahrungsaustausch synästhetisch begabter Menschen sowie mit Anwendungen in Kunst, Musik, Design und Pädagogik zusammenführten – ein Konzept, das heute, jedoch erst seit der Jahrtausendwende, den Standard internationaler Synästhesiekonferenzen bildet. Zahlreiche Dokumente zur Farbe-Ton-Forschung finden sich in drei Sammelbänden sowie in weiteren Publikationen. Diese Veröffentlichungen zeigen zum ersten Mal umfangreiches Material farbiger Visualisierungen synästhetischer Phänomene. Die ersten beiden Kongresse sind ausführlich dokumentiert. Neben der Beschreibung und Analyse synästhetischer, durch Schallreize ausgelöster Wahrnehmungsphänomene wurde erfolgreich versucht, psychologische Forschung, Musikpsychologie, Pädagogik und Bildende Kunst zusammenzuführen. Im Rahmen der Farbe-Ton-Forschung wurden darüber hinaus ausführliche Quellenstudien durchgeführt und viele hundert Publikationen ausgewertet.
In den 1930er Jahren rückten allgemeine Fragestellungen in den Vordergrund, insbesondere im Zusammenhang mit der Entwicklung des Tonfilms. Der dritte Kongress der Farbe-Ton-Forschung ist weltweit die erste Tagung zum Thema Tonfilm.

## Kongresse der Farbe-Ton-Forschung

Plakat zum zweiten Kongress für Farbe-Ton-Forschung 1930 von Rudolf Gahlbeck

Zunächst gründete Anschütz Anfang 1925 die Psychologisch-Ästhetische Arbeitsgemeinschaft, die ab 1927 als Psychologisch-Ästhetische Forschungsgesellschaft weitergeführt wurde. Zahlreiche Experten wurden zu Vorträgen nach Hamburg eingeladen. Anschütz verfasste auch eine kurze Einführung, um das Forschungsgebiet bei Interessenten und der Presse bekannt zu machen.
Vier Kongresse wurden initiiert:
- 2.–5. März 1927: mit einer Kurzfassung dokumentiert[7]
- 1.–5. Oktober 1930: ausführliche Dokumentation im 3. Band[3]
- 2.–7. Oktober 1933: „Tonfilm, Neue Bühne, Neue Musik“: Programm abgedruckt im 2. Band, der erst nachträglich 1936 fertiggestellt wurde, aber mit großer Wahrscheinlichkeit nicht mehr in den Handel kam[3]
- 4.–11. Oktober 1936: „Spitzenleistungen des deutschen und ausländischen Films – Film als Kunst unserer Zeit“: nicht ausführlich dokumentiert.

Da zum vierten Kongress mit Ausnahme eines Plakatentwurfs von Rudolf Gahlbeck und einzelnen, vagen Hinweisen – z. B. im Nachruf – kein Material erhalten ist, ist nicht klar, ob diese Veranstaltung in der geplanten Form stattgefunden hat.

## Themen und Personen
Die Veranstaltungen der „Farbe-Ton-Forschung“ führten zahlreiche Experten und interessierte Laien aus den verschiedensten Bereichen zusammen. Zusätzlich bereicherten Ausstellungen synästhetischer Bilder und Objekte sowie Musik- und Filmvorführungen die Tagungen. So umfasste eine begleitende Ausstellung zum ersten Kongress etwa 2000 Bilder und Dokumente – dieser Umfang wurde beim zweiten Kongress noch übertroffen. Einige Personen sollen hier exemplarisch benannt sein:

### Wahrnehmungs- und Gestaltpsychologie

Statistische Auswertung einer Befragung zu Tonartenfarben von Heinrich Hein nach Daten von Anschütz, 1931 (Farbe-Ton-Forschungen Bd. III, S. 264, Tafel K4)

Der Begründer der Farbe-Ton-Forschung, Georg Anschütz, verfasste zahlreiche psychologische und pädagogische Studien, insbesondere zur Gestaltpsychologie, bevor er sich an der Universität Hamburg auf die Erforschung multisensorischer Wahrnehmungsphänomene spezialisierte. Der Psychologe Albert Wellek, der als Begründer der modernen Musikpsychologie gilt, lieferte Beiträge zur wahrnehmungspsychologischen Begründung der Notenschrift, die er auf Ursynästhesien, wie etwa die Verbindung von Tonhöhe und visueller Höhe, zurückführt. Er veröffentlichte auch eine umfangreiche Studie zum absoluten Gehör, in der er u. a. die Möglichkeit der Identifizierung der Tonhöhe anhand zusätzlich wahrgenommener, synästhetischer Farben beschreibt.

### Musikwissenschaften
Im Hinblick auf multisensorische Referenzen der Musikwahrnehmung traten neben Wellek insbesondere Friedrich Mahling und Alexander Truslit hervor. Mahling verfasste die bis dahin ausführlichste Literaturstudie zur synästhetischen Wahrnehmung, die viele hundert Studien und künstlerische Abhandlungen zum „Farbenhören“ berücksichtigt. Truslits musikpädagogische Studien stellen die auditive Wahrnehmung von Bewegung und deren Anwendung in der interpretatorischen Praxis in den Vordergrund und postulieren ein Bewegungsgesetz (Urbewegung), dem jede Musikdarbietung zu genügen habe. Im Rahmen der Farbe-Ton-Forschung versucht er, den Beitrag der in der Musik empfundenen Bewegung bei der Konfiguration synästhetischer Musikbilder nachzuweisen.

### Pädagogik

„Türknarren“ – Schülerarbeit aus dem Kunstunterricht von Rudolf Gahlbeck, Tafel 3

Beim ersten Kongress wirkte auch Oskar Rainer mit, der Begründer einer von ihm als Musikalische Graphik bezeichneten Methodik, die der musikalisch-künstlerischen Ausbildung von Schülern dient, und bis heute pädagogisch eingesetzt wird. Der Blindenlehrer Wilhelm Voß präsentierte ausführliche Studien zu visuellen Phänomenen bei Erblindeten, die durch auditive oder taktile Stimuli ausgelöst werden. Daneben ist die Mitwirkung von Heinrich Grahl, der assoziativ bebilderte Notenschriften für Kinder entwickelte, sowie von Gertrud Grunow belegt, die am Bauhaus eine multisensorisch geprägte Harmonisierungslehre vertrat. Auch Rudolf Gahlbeck und Walter Behm präsentierten auf den Kongressen Arbeiten aus dem Kunstunterricht.

### Malerei und Graphik

Hugo Meier-Thur, Synästhetische Grafik zur Musik von „Isoldes Liebestod“ aus dem Musikdrama „Tristan und Isolde“ von Richard Wagner, Tafel III, 1928

Statische Visualisierungen von Geräuschen und Musik wurden unter anderem von Max Gehlsen, Walther Behm, Rudolph Gahlbeck, Heinrich Hein, dem Druckgraphiker Hugo-Meier Thur und dem Musikalisten Arne Hošek vorgelegt und im Hinblick auf Verknüpfungen auditiver und visueller Wahrnehmung diskutiert.

### Lichtkunst, Kinetismus und Film
Konzepte der dynamischen Visualisierung von Musik wurden als Farblichtmusik von Alexander László und Ludwig Hirschfeld-Mack, als Kinetismus von Zdeněk Pešánek und als musikbezogener, abstrakter Film von Oskar Fischinger präsentiert. Im Rahmen der Farbe-Ton-Forschung wurde jedoch weniger das künstlerische Konzept, sondern vielmehr die Bedeutung für die individuelle Wahrnehmung diskutiert.

## Bedeutung synästhetischer Visualisierungen
Die strikt individuellen Phänomene der genuinen Synästhesie sind durch abstrakte Formen und Farben gekennzeichnet, die keinen assoziativen Bezug zum auditiven Reiz erkennen lassen. Assoziative Elemente sind dagegen als Ergebnisse ikonischer Referenz einzustufen, die im Wahrnehmungssystem aller Menschen verankert sind. Die Post-hoc-Analyse der publizierten Visualisierungen von Musik und Geräuschen zeigt, dass in der Farbe-Ton-Forschung zunächst die seltenen individuellen Phänomene im Vordergrund standen, während später zunehmend ikonische Inhalte hinzukamen, insbesondere bei Schülerzeichnungen und in Zusammenhang mit den Massenprodukten des neu entwickelten Tonfilms.

## Würdigung und Kritik
Die Veröffentlichungen der Farbe-Ton-Forschung dokumentieren erstmals die Beschäftigung mit intermodalen Phänomenen im großen Stil. Die Tagungen waren im deutschsprachigen Raum von überregionaler Bedeutung. Sie führten unterschiedliche Disziplinen, insbesondere Psychologie, Pädagogik, Kunst und Musik zusammen. Es wurde deutlich, dass intermodales Denken zu interdisziplinären Ansätzen führt. Die theoretische und künstlerische Auseinandersetzung konzentrierte sich insbesondere auf die visuelle Relevanz auditiver Reize und lieferte erste Ansätze systematischer Konzepte für den Tonfilm.
Allerdings wurde versucht, aus introspektiven Beobachtungen individueller Phänomene – nach heutigem Sprachgebrauch handelt es sich um genuine Synästhesien (congenital synesthesia) – auf allgemein verbreitete Prozesse der Verknüpfung der Sinnesbereiche zu schließen. Dies bewirkte bisweilen eine Unklarheit der gezogenen Schlussfolgerungen, z. B. bei Anschütz 1931. Das Verhältnis allgemeiner Prozesse zu speziell synästhetischen Wahrnehmungsformen ist bis heute nicht abschließend geklärt. Daher ist die Bedeutung genuiner, individueller Synästhesien für allgemeine Wahrnehmungsprozesse immer noch umstritten. Eine spezifische Unterscheidung allgemeiner und spezieller Phänomene wird erst seit den 1990er Jahren allgemein akzeptiert.

Max Gehlsen: Aus der Ouvertüre zu den Meistersingern (R. Wagner), Farbe-Ton Forschungen 1, Tafel1/3

Die genauen Einzeluntersuchungen synästhesiebegabter Menschen durch Anschütz sind auch heute noch von großem Interesse, da diese Wahrnehmungsphänomene nach heutigem Wissenstand nicht – oder nur marginal – durch den äußern Kontext beeinflusst werden. Dies gilt auch für die Rahmenbedingungen einer anderen Zeit. Die genannten Analysen bereichern die aktuelle Diskussion über singuläre Eigenschaften der Wahrnehmung und Neurodiversity.

## Aktuelle Fortsetzungen
Die in den Kongressen der Farbe-Ton-Forschung erstmals praktizierte Verbindung unterschiedlicher Fachbereiche, insbesondere von Kunst, Musik und Psychologie ist heute typisch für internationale Tagungen der Synästhesieforschung. Ein Charakteristikum solcher Tagungen ist es auch, Menschen mit synästhetischer Wahrnehmung systematisch einzubeziehen. Einige Beispiele:
Spanien: Von 2005 – 2022 bislang 7 Veranstaltungen des International Congress Synesthesia, Science & Art, organisiert von der Fundación Internacional artecittà/Jaen.
Russland: mehrfach Academic Conference Polylogue and synthesis of arts, Rimsky-Korsakov St Petersburg State Conservatory; regelmäßig Galeyev Readings, Prometheus-Institut, TU Kazan; Symposium der International Association of Synaesthetes, Artists, and Scientists (IASAS), Tchaikovsky Moscow State Conservatory, 2019.
Österreich: Eine internationale Konferenz zum Thema Synästhesie und Music wurde 2020 für Wien geplant. Diese Tagung konnte aufgrund der COVID-Pandemie nicht stattfinden, ist aber durch ein ausführliches Abstract-Buch dokumentiert.
Deutschland: Zwei Veranstaltungen der International Conference on Synaesthesia, Medizinische Hochschule Hannover MHH, Hannover, 2003 & 2006, sowie weitere Treffen.
Viele Vereinigungen synästhetisch begabter Menschen veranstalten regelmäßig wissenschaftliche und künstlerische Tagungen, wie z. B. die American Synesthesia Association ASA, die UK Synaesthesia Association UKSA, und die Deutschen Synästhesie-Gesellschaft DSG.
Neben der wahrnehmungspsychologischen Forschung geben heute neue Verfahren der Hirnforschung, wie das Brainscanning mittels fNMR, weitere Impulse zum Verständnis der Verbindung zwischen den Sinnen.
Die wissenschaftlichen und künstlerischen Bemühungen der Farbe-Ton-Forschung fanden gegen Ende der 1930er Jahre ein jähes Ende. Die Bewegung widersprach nationalsozialistischem Gedankengut, indem sie moderne gestaltpsychologische Ansätze mit Entwicklungen abstrakter Kunst und Reformpädagogik verband. Nach 1933 wurden verschiedene Akteure zur Emigration gezwungen, kamen in den Kriegswirren um oder wurden ermordet (wie z. B. Hugo-Meier-Thur). Wenige, wie Georg Anschütz, diskreditierten sich durch Kooperation mit dem NS-Regime. In seinem Fall sind bis 1934 keine Dokumente verfügbar, die eine nationalsozialistische Gesinnung anzeigen. Der Vorwurf einer Kollaboration ist jedoch nicht bestreitbar. Offenbar strebte er so eine akademische Karriere an und wollte sich das Amt durch regimefreundliche Textpassagen sichern.
Anschütz archivierte die bis dahin vorhandenen Materialien der Farbe-Ton-Forschung, deren abstrakte Darstellungen dem nationalsozialistischen Kunstverständnis widersprachen, im Gebäude der Hamburger Universität. Dies deutet darauf hin, dass er hoffte, nach dem Ende der Diktatur die Synästhesieforschung wieder aufnehmen zu können. Diese Hoffnung bestätigte sich nicht, denn fast alle Materialien, Bilder und Texte gingen 1943 bei der Zerstörung der Universität durch alliierte Bombenangriffe verloren. Anschütz selbst wurde nach dem Kriegsende seiner Ämter enthoben. Die Farbe-Ton-Forschung markiert einen wichtigen Schritt auf dem Weg zu einem grundlegenden Verständnis multisensorischer Verbindungen im Wahrnehmungssystem und zu Anwendungen in Kunst, Musik und Pädagogik.